# Casa Marcó del Pont

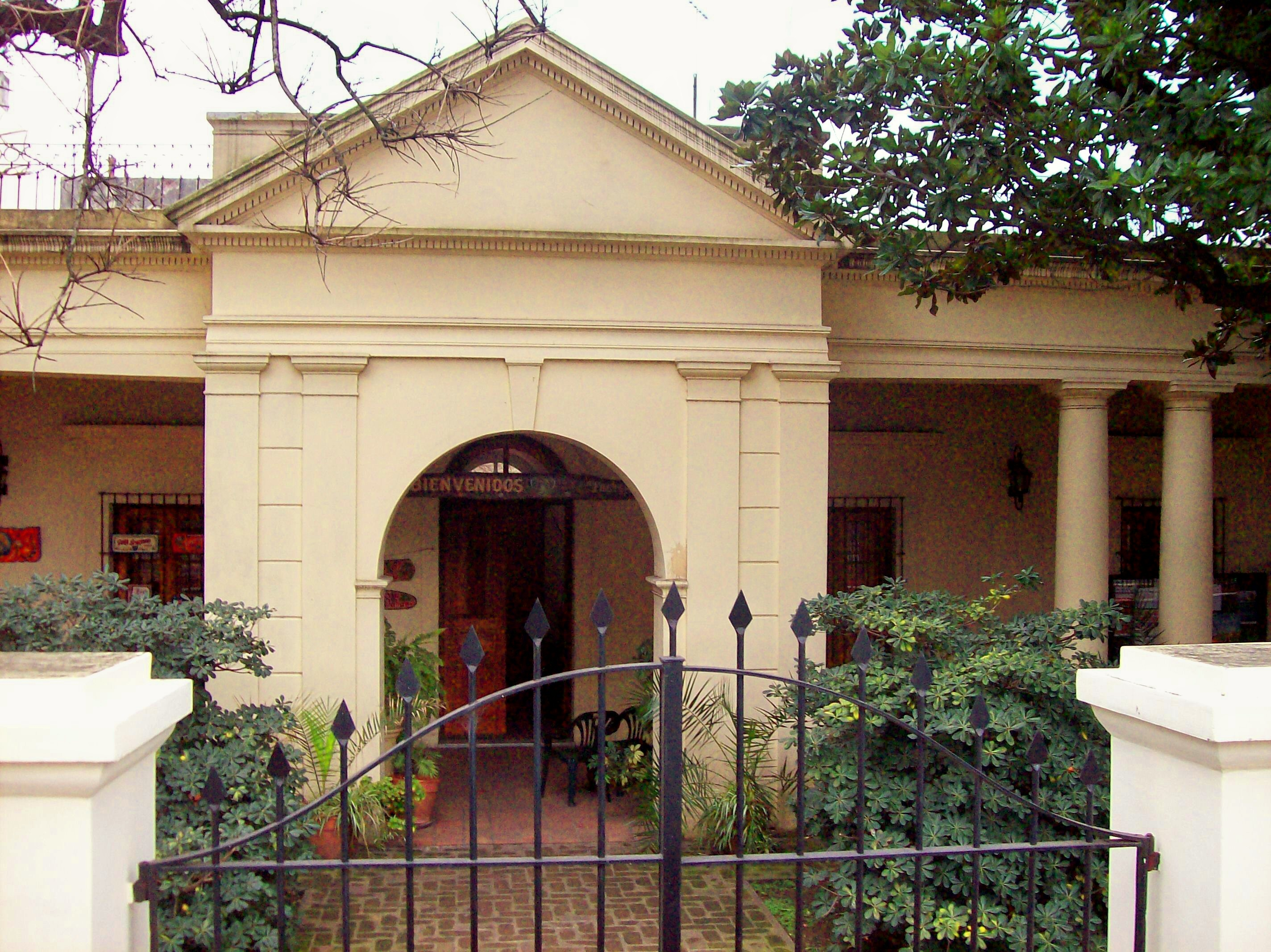
Frente de la casa Marcó del Pont

La Casa Marcó del Pont es una antigua quinta familiar en la calle General José Artigas 202 del barrio de Flores, en la ciudad de Buenos Aires, Argentina. Es un Monumento Histórico Nacional y allí funciona la Casa de la Cultura de Flores o Centro Cultural Marcó del Pont.

## Historia
Su historia está íntimamente ligada a la construcción del Ferrocarril Oeste de Buenos Aires, el primero de la Argentina, que unió en 1857 el Parque de Artillería (hoy Plaza Lavalle) con la estación de Floresta. La rápida comunicación que brindó el nuevo transporte con el entonces incipiente y aislado pueblo de San José de Flores significó la transformación del mismo en una zona favorita para la instalación de quintas: residencias familiares de descanso, alejadas de la ciudad.
Por otra parte, la historia de los Marcó del Pont en Buenos Aires se remonta a fines del siglo XVIII, con la llegada e instalación del comerciante vigués Ventura Miguel Marcó del Pont y Ángel hijo del comerciante catalán Buenaventura Marcó del Pont y Bori.
En noviembre de 1860 los tres hermanos Antonio, Gregoria y María Marcó del Pont compraron uno de los terrenos linderos a la estación del ferrocarril, y según algunos historiadores comenzaron inmediatamente la construcción de su casa quinta. Otras versiones sostienen que la residencia ya estaba construida aún antes de la inauguración del tren. 
En 1871 Buenos Aires fue castigada con una memorable epidemia de fiebre amarilla, que ocasionó un gran proceso demográfico de alejamiento de las clases pudientes del centro urbano de Buenos Aires, conscientes de la insalubridad de las angostas calles y la falta de servicios públicos. Antonio Marcó del Pont fue uno de ellos, y se instaló de manera definitiva en la casa de Flores.
Según se relata, allí se reunieron personalidades de la numismática argentina como Bartolomé Mitre y Alejandro Rosa. Durante la Revolución de 1890 funcionó en la residencia un hospital de sangre.
Pasando a las siguientes generaciones familiares, desde 1913 la casa fue sede del atelier del pintor Ventura Marcó del Pont. Finalmente, en 1929 fue adquirida por el Ferrocarril Oeste de Buenos Aires. Luego, la casa cayó en el abandono y fue ocupada ilegalmente.
En 1976 fue declarada Monumento Histórico Nacional mediante el decreto 1388, gracias al impulso de la Junta de Estudios Históricos de San José de Flores. Sin embargo la situación del inmueble no mejoró, y siguió degradándose.
Recién con el paso de los años, entre 1997 y 1998 el edificio fue restaurado por iniciativa de los vecinos, con un costo de $ 384 000, financiado por el Ministerio de Economía. Sin embargo, la casa permanecía legalmente en manos del Ente Nacional de Administración de Bienes Ferroviarios (ENaBieF) y el lugar quedó sin uso, hasta que el ente decidió llamar a una licitación para que capitales privados se hicieran cargo.
Ante la fuerte resistencia de las organizaciones barriales, se dio marcha atrás con la medida y al predio pasó a manos de la Subsecretaría de Cultura del Gobierno de la Ciudad de Buenos Aires, y el 4 de mayo de 2000 fue finalmente inaugurado el Centro Cultural Marcó del Pont. A los pocos meses se instaló la biblioteca de la Junta de Estudios Históricos de San José de Flores.

## Descripción
Hacia 1872, el terreno propiedad de Antonino Marcó del Pont, ocupaba más de la manzana completa. La vivienda de planta baja, en forma de U, contaba con una reja y portón para carruajes, hacia la calle Bacacay. El aljibe, se ubicaba en el centro del patio . Los materiales utilizados en su construcción, eran de factura sencilla, de procedencia europea.
Las baldosas cerámicas, arribaron a Buenos Aires como lastre en las bodegas de los barcos, desde el puerto de Havre y de Marseille, marcas Leon Duplessy, Antoine Sacoman, Guichard O Garvin et Cie. Las vigas de quebracho colorado fueron transportadas desde del norte argentino, las mismas que se utilizaban como durmientes del ferrocarril. Hacia 1902, la casa contaba con electricidad y provisión de agua para consumo y riego; fue modificada entre 1910 y 1917. Interiormente, los pisos eran de madera de pinotea, con 70 cm de cámara de aire. Las paredes construidas en doble muro de ladrillos bayos ( de poca cocción), de 33 x 17 x 4 cm, estaban asentados sobre mortero de barro, paja y grasa animal. Las rejas, sin soldaduras, estaban amuradas a los marcos de las carpinterías de madera.
Entre los años 1923 y 1929, la familia Marcó del Pont, vende su manzana loteada,y propiedades a The Buenos Aires Western Railway. Y comienza desde entonces una nueva etapa, con la construcción de viviendas permanentes para los empleados del ferrocarril, sobre la superficie libre del terreno.
La Casa Marcó del Pont está concebida como una clásica quinta suburbana de familia rica de mediados del siglo XIX. El autor de la obra es desconocido, y se trata de una construcción de estilo italianizante, muy de moda en la época. Tiene una sola planta de formato en "U", que distribuye las 14 habitaciones en torno a un patio interno. Los techos de las mismas poseen vigas de quebracho.
La fachada posee un pórtico coronado por un frontis y enmarcado por pilastras apareadas de fuste liso y capiteles dóricos, y una galería también con columnas apareadas de igual estilo. Un jardín adornado con palmeras y magnolias rodea al edificio. También se destaca la reja perimetral de la casona, armada con pilares de mampostería y rejas de hierro.

## Galería

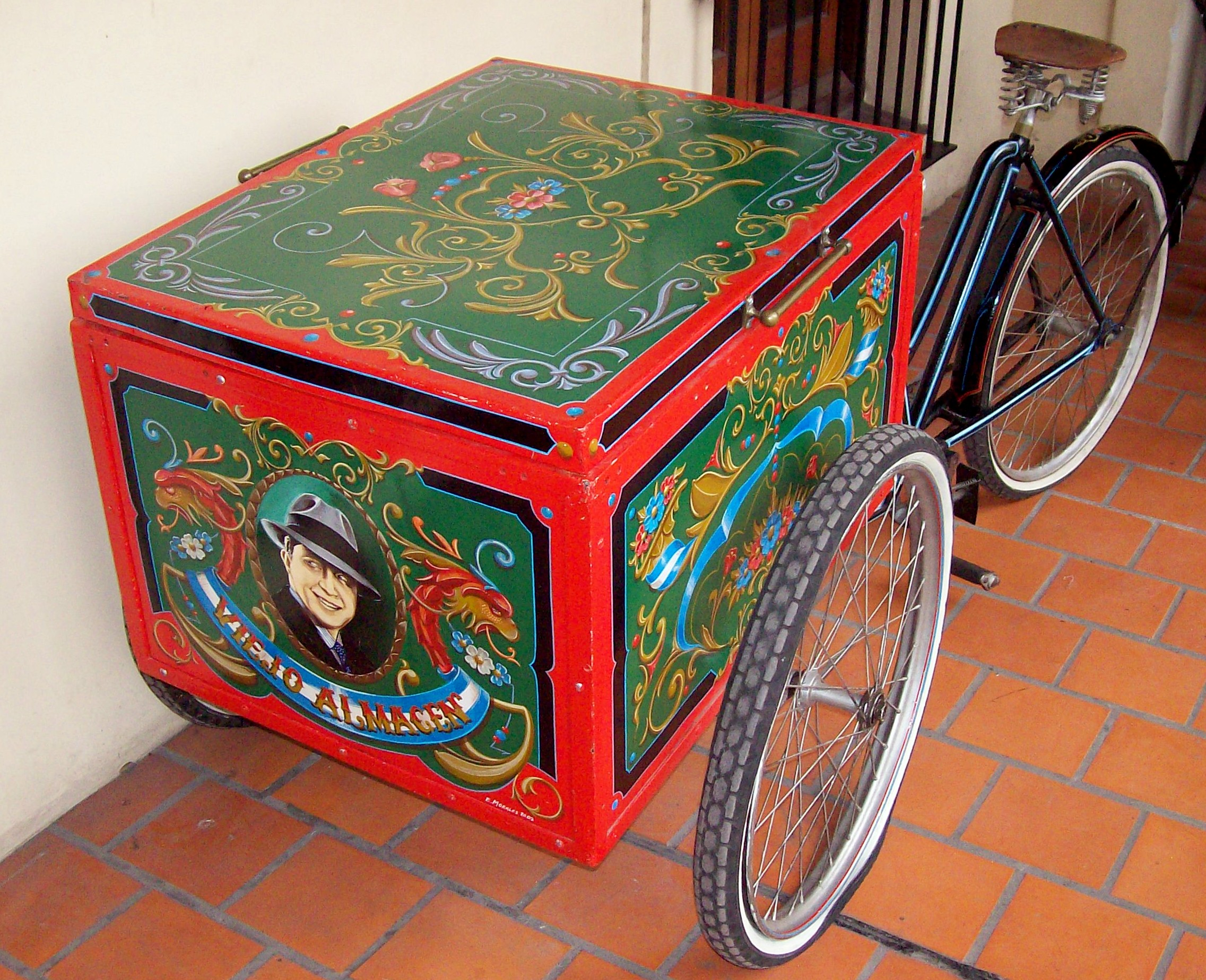
Exposición de fileteado
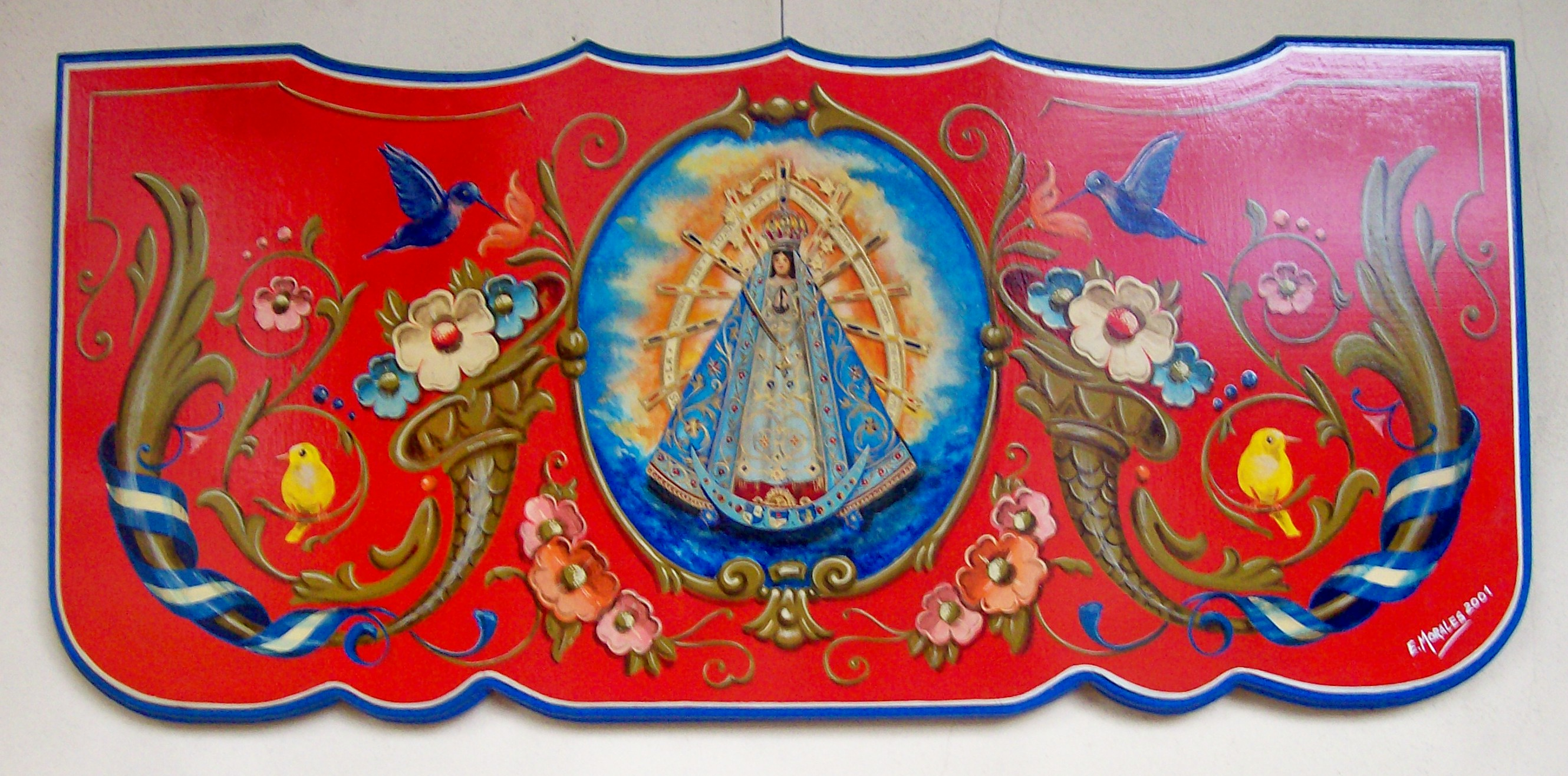
Arte fileteado